# 乌兰花镇 (四子王旗)
乌兰花镇，是中华人民共和国内蒙古自治区乌兰察布市四子王旗下辖的一个乡镇级行政单位。

## 行政区划
乌兰花镇下辖以下地区：
南梁路社区、乌兰路社区、文南路社区、文北路社区、卫井路社区、体育路社区、富强路社区、团结路社区、王府路社区、广场路社区、和平路社区、解放路社区、生盖营行政村、郑家滩行政村、六犋牛行政村、土城子行政村、东湖行政村、巨巾号行政村、大南坡行政村、阿力善图行政村和四字王旗杜尔伯特工业园区。